# Jaslene González
Jaslene González (Bayamón, 29 de mayo de 1986) es una modelo y presentadora de televisión puertorriqueña, más conocida por haber sido la ganadora del ciclo 8 de America's Next Top Model.

## Biografía
Gonzalez nació en Puerto Rico y creció en Humboldt Park, Chicago. Asistió a Notre Dame High School for Girls en el lado noroeste de Chicago. Ella era una asesora de admisión universitaria en línea antes de America's Next Top Model.
González había hecho algunos trabajos de modelaje antes de America's Next Top Model, habiendo sido representada por Avant Garde Models. En su entrevista con Close-up de The CW, ise reveló que ella apareció en desfiles de moda para diseñadores locales de Chicago, incluidas Michelle Gómez de Chicago y Alexis Arquette, como se ve en los periódicos locales Extra y La Nota de Chicago.
González dijo en su entrevista con Seventeen que había tenido una relación abusiva con su exnovio; la relación terminó poco antes del rodaje del ciclo 7.

### America's Next Top Model
González audicionó para el ciclo 7, pero solo llegó a las semifinales. Asegurándoles a los jueces que volvería para la audición del próximo ciclo, la determinación de González llamó la atención de los productores, que pensaban que ella tenía potencial. De hecho, ella audicionó para el ciclo 8 y esta vez llegó a la final. Durante la competencia, González fue llamada primero en el panel cuatro veces, recibió cuatro premios «Covergirl de la semana» y ganó un reto. También fue la segunda concursante y la primera ganadora en nunca haber estado entre las dos últimas. En el final de la temporada, González fue revelada como la ganadora. Ella es la segunda de tres ganadoras de Illinois, precedida por Adrianne Curry del ciclo 1, y seguida por McKey Sullivan del ciclo 11.
Contrariamente a la creencia popular de que ella no es la primera hispana en ganar America's Next Top Model, la ganadora del ciclo 2, Yoanna House, nació de una madre mexicana y la ganadora del ciclo 4, Naima Mora, es de ascendencia mexicana.

### Carrera de modelaje

#### Trabajo impreso
González ha modelado para el New York Post (Tempo), US Weekly, In Touch Weekly, tuvo una extensión de 6 páginas en un número de la revista Vibe Vixen, un avance de moda de 12 páginas para la revista ZooZoom. Nombrada como una de las latinas del año de la revista Latina, tuvo un desplegado de 9 páginas para Colures (revista de moda del Reino Unido), apareció en Trace: Model Behavior como Falls new faces, ha aparecido en las portadas y tuvo desplegados de más de un docenas de revistas como Latina, Imagén, Hombre, 6 Degrees, FN, ZooZoom, Fashion Salon Seventeen, Urban Latino, Bleu, Vanidades, Scene, JamRock, Splendor, Time Out y el catálogo Metrostyle. Ella también apareció en las campañas publicitarias de Lot29 Otoño/Invierno 07-08 y Primavera/Verano 08; ha tenido un total de cuatro vallas publicitarias en Times Square hasta el momento. Además, comparte una de sus carteleras de Lot29 en Times Square, Nueva York con Katarzyna Dolinska. González filmó una campaña publicitaria para el minorista en línea ShopBop, extensiones de moda de 8 páginas tanto para Scene y JamRock. También aparece en las páginas de Living Proof, American Salon y actualmente tiene una campaña publicitaria con Marianne Stores. González ha tenido una campaña publicitaria para la Colección Primavera 2008 del diseñador Cesar Galindo y apareció en las páginas de la revista Supermodels Unlimited dos veces para los números de agosto y septiembre/octubre de 2008. También es parte de la campaña de ropa «Heart On My Sleeve» de Aubrey O'Day. González estuvo en las páginas de la revista YRB. También ha aparecido en COACD, fashionista.com y en Women's Wear Daily. Actualmente, González tiene campañas nacionales con Garnier Nutrisse y Southpole. Además, hizo las campañas de Kett Cosmetics, Marianne Stores O/I 09 y Recession Denim O/I 09. Ella también ha estado en la portada de la revista Nuovo y de Nylon México. En India, ella estuvo en Marie Claire (junio de 2012), New Woman y Grazia.

#### Pasarela

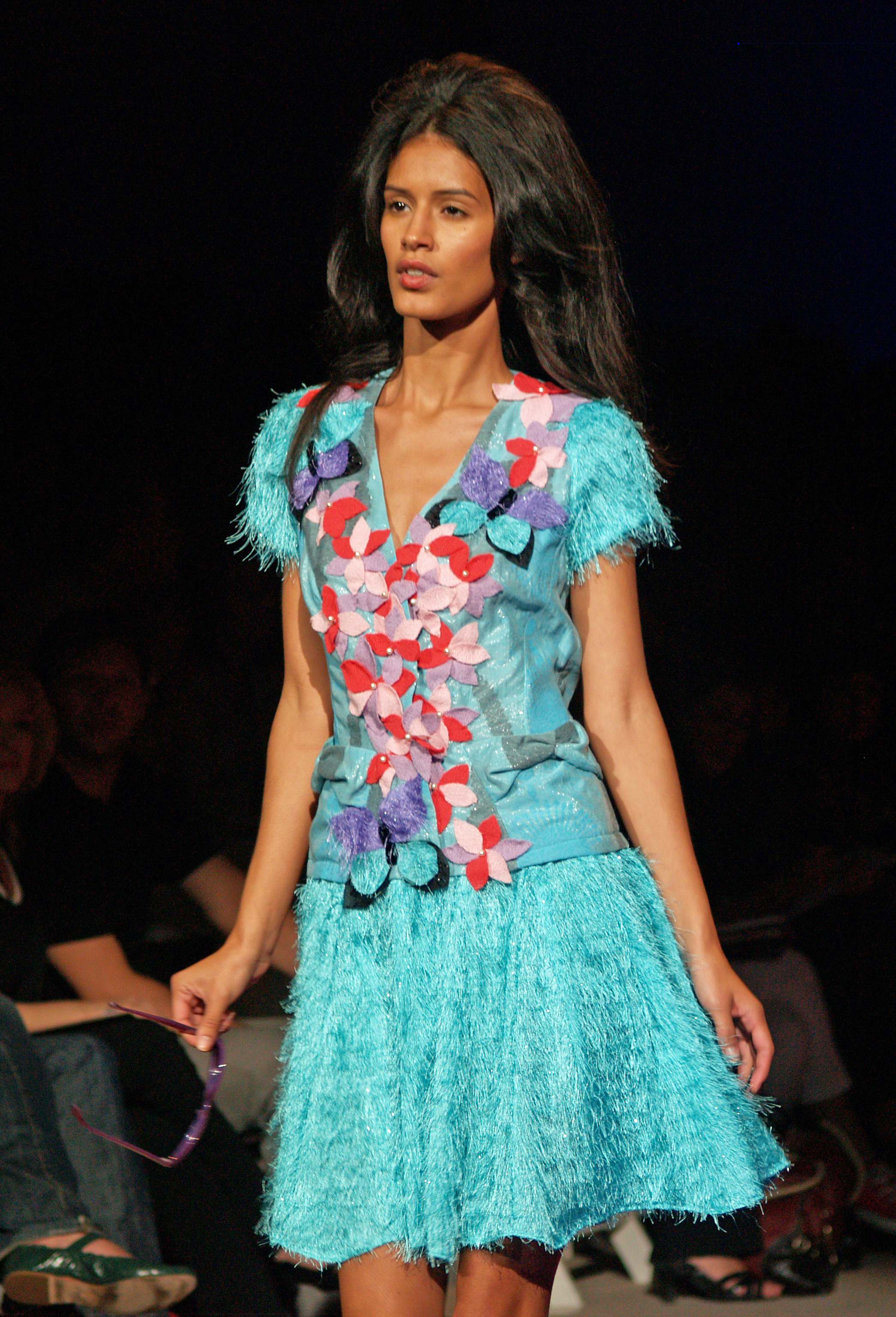
González en la pasarela de Custo Barcelona Primavera/Verano 2009.

González ha modelado para Ximena Valeroy James de Colón y fue honrada en la primera Semana de la Moda Latina de Chicago. También caminó para Ashley Paige en el Mercedes Benz Fashion Week Miami Swim 08 y estuvo en la pasarela de la línea Armani Exchange. Además, recibió una cartelera de élite y caminó en el Mercedes-Benz New York Fashion Week Primavera/Verano 2008. González caminó en Mercedes-Benz New York Fashion Week Otoño/Invierno 2008-09 para Armani Exchange y la finalista de Project Runway, Jillian Lewis Ella ha modelado para la línea de trajes de baño Amaya en el desfile de modas BET 'Rip the Runway'. Estuvo en la pasarela de Mercedes-Benz New York Fashion Week Primavera/Verano 2009 para los diseñadores Jose Duran, Indashio, Cesar Galindo, Farah Angsana y Custo Barcelona. González estuvo en la pasarela para la colección Adolfo Sánchez P/V 09 y también en las pasarelas en la segunda Semana de la Moda Latino de Chicago para los diseñadores Elda De La Rosa, James De Colon, Nora del Busto y Soledad Designs Primavera/Verano 2009. González modeló como Mujer Maravilla en el XI Salón Anual de Chocolate de Nueva York, que benefició a la fundación de cáncer de mama de Susan G. Komen. González modeló en la pasarela de Mercedes-Benz New York Fashion Week Otoño/Invierno 2009 para Project Runway & Jordi Scott. También estuvo en las pasarelas para Dana Maxx Fall 09, Kaleidoscope Of Dreams For St. Jude Children's Hospital y Jenna Leigh Lingerie A/W 09.10. Maxis presenta la Semana Internacional de la Moda de Malasia 2009. González también fue una modelo presentada en el final de la temporada 6 de Project Runway. Participó en el desfile de modas de la caridad Sewing for Hope 2010. El 12 de septiembre de 2011, fue una modelo destacada para el diseñador, WALTER Spring 2012 Fashion Presentation en The Empire Hotel Rooftop Lounge durante la Semana de la Moda de Nueva York.

#### Miscelánea
Como parte de su premio, González ganó la representación de Elite Model Management, un contrato de $100,000 dólares con los cosméticos CoverGirl  y una sesión de fotos para la portada de un desplegado de seis páginas en la revista Seventeen. Además, durante la ejecución del ciclo 9, González apareció una vez a la semana en un segmento de «Mi vida como una CoverGirl» que se emitió durante los comerciales mientras se ejecuta el episodio de la semana de Top Model. Ella también ha sido presentada como una de las «Top Model en acción» del ciclo 11.
Hizo apariciones en los programas de entrevista Live With Regis and Kelly, 106 & Park, TRL, The View, modelando un vestido diseñado por Elisabeth Hasselbeck y en Jensen!.
Ella era «La Madrina» del Desfile Anual del Día de Puerto Rico en la ciudad de Nueva York, celebrada el 16 de junio de 2007, que apareció en un convertible amarillo que desfilaba junto al auto que transportaba a Daddy Yankee.
González recibió varios anuncios de estilo para CoverGirl TV,  incluidos los segmentos titulados «Summer Goddess», «Day To Night» y «Jaslene's Glamorous Nights». Fue nominada para los premios Teen Choice Awards, en la categoría «Choice TV: Female Reality/Variety Star».
Women's Wear Daily (WWD) dijo lo siguiente sobre González:

«Cuando Jaslene González, de 20 años, ganó el ciclo 8 de America's Next Top Model,  los ejecutivos de Lot29 sabían que tenían su próxima cara. Parece que han elegido correctamente. A González le fue tan bien para la marca la temporada pasada, la compañía le pidió que respaldara el producto para la primavera.»

González filmó su primer comercial oficial de CoverGirl, que salió al aire en Europa, América Latina y en canales en español y ha aparecido en Teen Vogue. Ella filmó un cameo en la película de John Leguizamo, Nothing Like the Holidays. Además, ella ha renovado su contrato con CoverGirl y también ha aparecido en The Early Show de CBS, donde habló sobre el éxito de su carrera. También apareció en el video musical de Ryan Leslie, «Addiction». Además, apareció en el vídeo musical de «Por un segundo» de Aventura y en el video musical de «Baby Come Back» de Magic Juan.
González se asoció con Liz Claiborne y la National Domestic Violence Hotline para difundir información sobre la violencia en el noviazgo adolescente en la campaña «Love Is Not Abuse». González modeló un diseño de la casa de moda Nina Ricci en el Today Show con Kathie Lee Gifford y Hoda Kotb para un segmento en Paws for Style. González está actualmente trabajando con 301 Model Management de Miami, Faces Model Management de Malasia, Exodus Model Management de Tailandia; Actualmente trabaja en Malasia, Hong Kong, Tailandia y Singapur. También fue jueza invitada de Miss Malaysia World 2010.
González presentó eventos en el canal español Yeah!.

## Premios y nominaciones
| Año  | Premio             | Categoría                             | Por:                     | Resultado |
| ---- | ------------------ | ------------------------------------- | ------------------------ | --------- |
| 2007 | Teen Choice Awards | Choice Female Reality/Variety TV Star | America's Next Top Model | Nominada  |